# Trail Lakes
Trail Lakes est un groupe de deux lacs d'Alaska, aux États-Unis, situé dans la partie inférieure de la Péninsule Kenai, à proximité de la ville de Moose Pass, adjacent à la Seward Highway.
Il est le lieu d'une importante Écloserie de saumons, appartenant à l'état d'Alaska, et géré par la Cook Inlet Aquaculture Association.

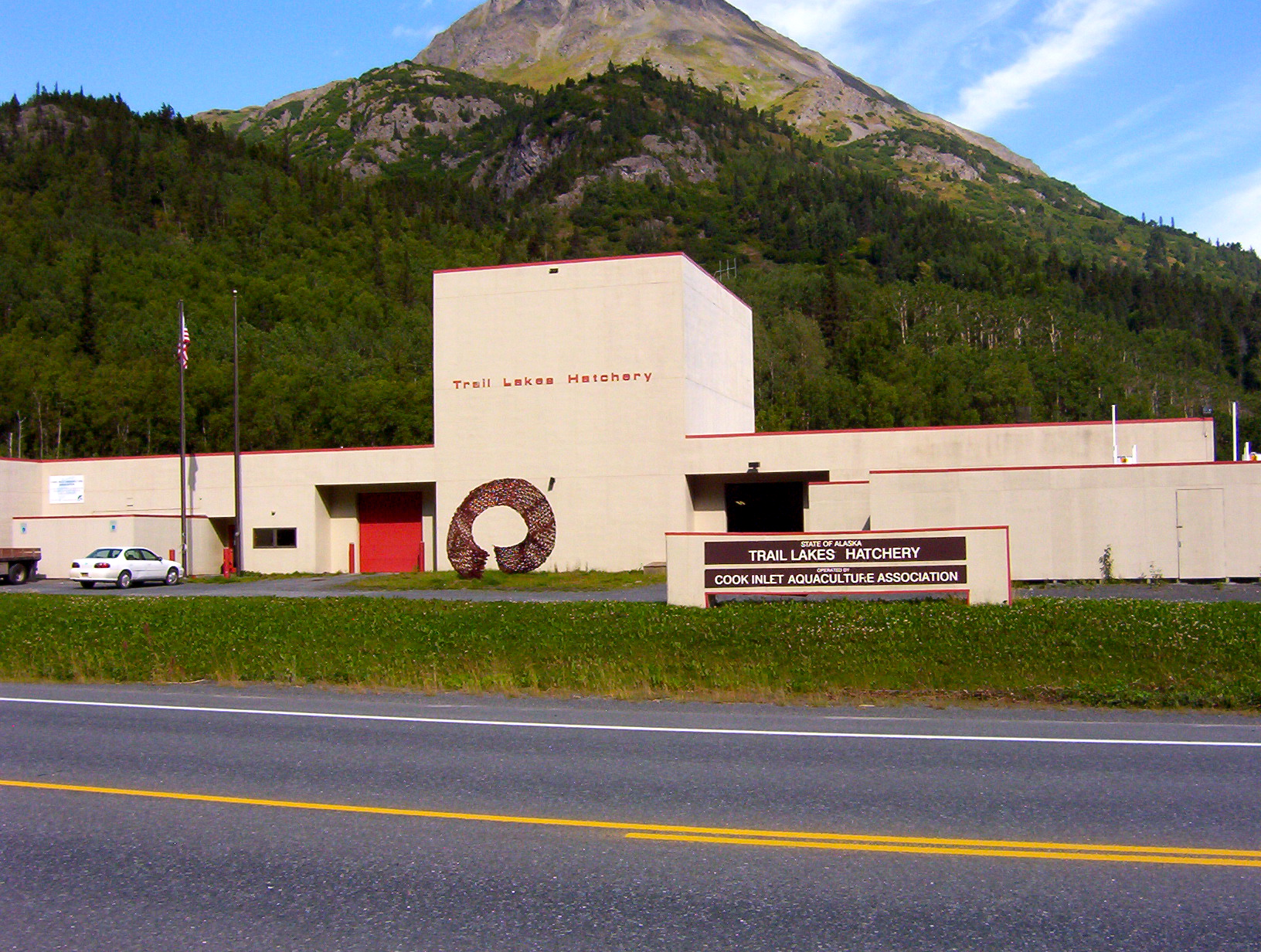
Écloserie de Trail Lakes.

- (en) Cet article est partiellement ou en totalité issu de l’article de Wikipédia en anglais intitulé « Trail Lakes » (voir la liste des auteurs).